# Coésite
La coésite est un minéral de formule SiO2, un polymorphe de haute pression de la silice. Bien qu'en termes de chimie ce soit un simple oxyde, en minéralogie la coésite est classée, comme les autres minéraux de même composition, parmi les silicates.

## Découvertes
La coésite a été synthétisée en 1953 par Loring Coes Jr., qui travaillait pour la Norton Company à Worcester (Massachusetts, États-Unis).
La coésite a été trouvée à l'état naturel en 1960, dans des roches (sédimentaires) du Meteor Crater (Arizona, États-Unis). La présence de ce minéral de haute pression dans des roches autres que métamorphiques est due à un métamorphisme de choc, résultant de l'impact d'une météorite.
On a par la suite retrouvé de la coésite dans de nombreux autres cratères d'impact sur Terre, mais aussi au sein de météorites (météorites lunaires, météorites HED, chondrites et, en 2020, une météorite martienne). Dans ces météorites la coésite a généralement été formée avant la chute sur Terre, à la suite d'impacts subis par leurs corps parents.
C'est seulement en 1977 qu'on a trouvé sur Terre de la coésite ne résultant pas d'un choc mais d'un métamorphisme régional de haute pression, dans des xénolithes d'éclogite ramenés en surface par des éruptions de kimberlite.

## Pétrologie
La coésite est produite au cours d'un métamorphisme de très haute pression (vers 30 kilobars, soit à environ 100 km de profondeur).
On en trouve dans le massif de Dora Maira, dans la région du Piémont des Alpes italiennes. La coésite dévoile un chemin pression-température-temps particulier, où des écailles de la croûte continentale ont été entraînées anormalement en profondeur avant de remonter activement par tectonique et non par simple isostasie comme la plupart des roches des chaînes de montagnes.